# Harold Meachum
Harold "Harry" Meachum es un personaje ficticio que aparece en los cómics estadounidenses publicados por Marvel Comics. El personaje es representado como un empresario siniestro, principalmente un enemigo de Iron Fist. En sus apariciones originales en cómics, se lo representa como el padre de Joy Meachum y el hermano de Ward Meachum.
En la serie de televisión, Iron Fist ambientada en Marvel Cinematic Universe, Harold es el padre de Joy y Ward y está retratado por David Wenham.

## Historial de publicaciones
Harold Meachum apareció por primera vez en Marvel Premiere # 15 y fue creado por Roy Thomas y Gil Kane.

## Biografía del personaje ficticio
Harold Meachum era el socio comercial de Wendell Rand, padre de Daniel (que más tarde se convertiría en Iron Fist). Al viajar con su socio comercial y su joven familia para descubrir lo que sería un gran descubrimiento en los negocios, se encontraron con K'un-L'un, un bastión de una colonia de alienígenas humanoides cuya nave espacial se estrelló en una dimensión de bolsillo que se cruza con Tierra.
Después de haber dejado Wendell Rand, Harold comenzó a regresar a la civilización y se perdió en el Himalaya. Debido al clima peligroso incluso después de ser encontrado por una mujer y algunos sherpas, Harold tuvo que amputarse las piernas. Al ser informado de lo que le sucedió a sus piernas, Harold tuvo que permanecer en la cabaña hasta que se le permitiera llevar un carro para llevarlo al aeropuerto. Durante este tiempo, Harold había escuchado a un monje hablar sobre el K'un-L'un y sobre un niño que fue capturado por sus habitantes cuando sus padres terminaron muertos. Sabiendo que el niño es Danny, Harold sabía que su entrenamiento sería excelente y que vendría a vengarse de él cuando se abriera el portal a K'un-L'un en los próximos 10 años. Paranoico en esto, pasó los siguientes diez años armando trampas mortales y contratando asesinos para detener a Danny Rand. También contrató a Triple-Iron para que sea su principal asesino, quien mantuvo a Harold en una cámara de la que saldrá cuando maten a Danny Rand. En el décimo año, Harold instaló un contrato de $ 10,000 a quienquiera que pueda llevar vivo o muerto al portador de la banda de dragones Iron Fist.
Cuando Iron Fist derrotó a una pandilla de cuatro hombres que querían recibir la recompensa ofrecida por Harold Meachum, también derrotó a Scythe, quien entregó la ubicación de Harold.
Iron Fist se dirigió a Industrias Meachum, donde luchó para superar todas las trampas mortales y tuvo una pelea con Triple-Iron.
Cuando Iron Fist se enfrentó a Harold Meachum al derrotar a Triple-Iron, se apiadó del estado actual de Meachum y le perdonó la vida. Sin embargo, un ninja trabajando para el Maestro Khan terminó asesinando a Meachum de todos modos después de arrojar un shuriken al arma que Meachum iba a usar en Iron Fist. Su hija Joy asumió que Iron Fist lo había matado y su hermano Ward Meachum comenzó a planear su venganza contra Iron Fist.

## En otros medios
David Wenham interpreta a Harold Meachum en la temporada 1 de Iron Fist, ambientada en Marvel Cinematic Universe. Esta versión se representa como un socio comercial de Wendell Rand, y mientras que Joy sigue siendo su hija, Ward ahora se representa como su hijo. Harold ayudó a los padres de Danny a dirigir Rand Enterprises, pero orquestó sus muertes cuando Wendell descubrió que Harold estaba haciendo negocios turbios con La Mano. En 2004, murió de cáncer, pero fue revivido para servir a la Mano mientras usan Rand Enterprises para sus propios objetivos. Mientras estaba confinado a un ático secreto en el General Electric Building solo es accesible para la Mano y Ward. Harold está bajo el estricto control de la Mano y al enterarse de que Danny regresó, trama reunirse con él. Harold le cuenta a Danny sobre su avivamiento y quiere que no se lo cuente a Joy para que la Mano no le haga daño y Ward se muestra reacio a hacer de Danny un accionista de Rand Enterprises. Más tarde, Ward, que se ha cansado de estar bajo el control de Harold, lo apuñala hasta la muerte y se deshace de su cuerpo, pero tres días más tarde resucitaría. Harold y Joy pronto comienzan a trabajar para investigar la infiltración de la Mano de Rand Enterprises. Después de que Danny derrota a Bakuto y expulsa a la Mano de Rand, Harold traiciona a Danny dejándolo enmarcado por las actividades de contrabando de Madame Gao. Sin embargo, Ward secretamente saca a Danny, permitiendo que Danny y Colleen evadan el arresto. Aprendiendo de Madame Gao que Harold estaba detrás de la muerte de los padres de Danny, Danny, Colleen y Ward atacan la sede de Rand Enterprises. Danny acorrala a Harold en el techo, y finalmente lo empala en una barra de refuerzo. Harold logra liberarse, solo para que Ward le dispare dos veces, causando que caiga muerto. En presencia de Jeri Hogarth, Danny y Ward tienen el cuerpo de Harold cremado para que la Mano no lo devuelva a la vida.